# Serleskamm

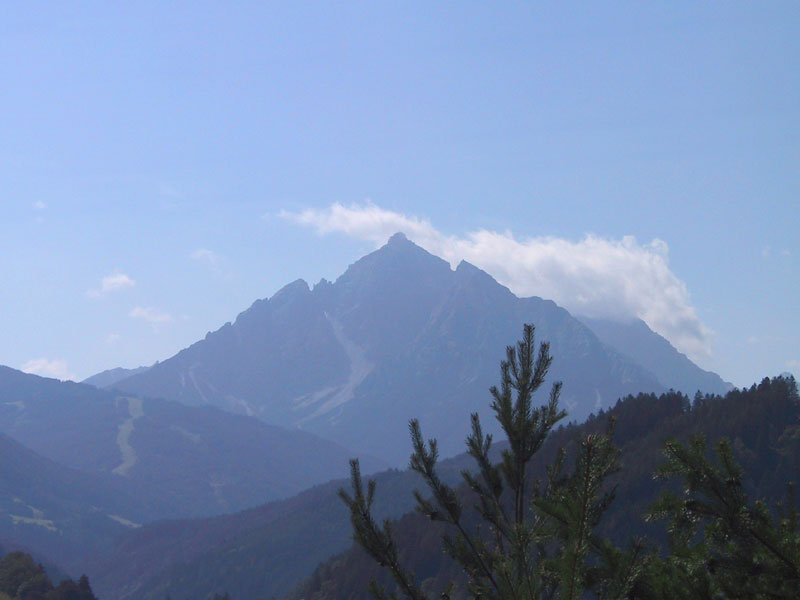
Potężna piramida szczytu Serles kończącego grań Serleskamm.

Serleskamm – zbudowana z wapiennych skał leżących na podłożu krystalicznym grań oddzielająca leżącą na płd-wsch. od niej dolinę Gschnitztal od leżącej na płn.-zach. doliny Pinnistal w Stubaier Alpen w Tyrolu.

## Topografia
Grań Serleskamm odbiega w postaci potężnego ramienia od szczytu Habicht (3277 m n.p.m.) w kierunku północno-wschodnim.  Od jego masywu oddzielona jest przełęczą Pinnisjoch, w pobliżu której znajduje się schronisko Innsbrucker Hütte.  Grań liczy ogółem 12 km długości; żaden z jej szczytów nie przekracza wysokości 3000 m n.p.m.  Najwyższym punktem grani jest Kirchdach Spitze, 2840 m n.p.m.  W grani znajdują się kolejno, idąc od Pinnisjoch w kierunku płn.-wsch.,  następujące szczyty:
- Kalkwand, 2564 m n.p.m.,
- Ilmspitze, 2692 m n.p.m.,
- Kirchdach Spitze, 2840 m n.p.m.,
- Hammerspitze, 2634 m n.p.m.,
- Wasenwand, 2563 m n.p.m.,
- Roter-Kopf, 2526 m n.p.m.,
- Kesselspitze, 2728 m n.p.m.,
- Lampermahdspitze, 2595 m n.p.m.,
- Serles, 2717 m n.p.m.

Od wybitnego szczytu Serles, kończącego grań, pochodzi jej nazwa.

## Turystyka
Większość szczytów grani Serleskamm dostępna jest jedynie wspinaczkowo.  Niemniej na niektóre szczyty prowadzą ścieżki dostępne dla wprawnych turystów.  Do otaczających dolin grań opada wielkimi wapiennymi ścianami, przez które prowadzą drogi wspinaczkowe o rozmaitym stopniu trudności.  Zwiedzanie grani ułatwiają usytowane w jej pobliżu schroniska: Innsbrucker Hütte oraz Padasterjochhaus.

## Mapy
- Kompass Wanderkarte, no. 83 Stubaier Alpen, skala 1 : 50 000,
- Kompass Wanderkarte, no. 36 Innsbruck – Brenner, skala 1 : 50 000.

## Literatura
- Klier W.: Alpenvereinsführer Stubaier Alpen, Bergverlag Rudolf Rother, München, (2006), ISBN 3-7633-1271-4.